# Lithacodia perta
Lithacodia perta là một loài bướm đêm trong họ Noctuidae.